# Gelu Mureșan
Ion Gelu Mureșan (n. 11 ianuarie 1944, Timișoara – d. 26 aprilie 2010, București) a fost un cineast român, actor, realizator de filme de animație, regizor, scenarist și artist. A fost angajat la Televiziunea Română (TVR) în perioada 1990 - 2001 și membru al Uniunii Cineaștilor din România din 1974, membru al Asociației Jurnaliștilor din România din 1992.

## Biografie
Ion Gelu Mureșan s-a născut la data de 11 ianuarie 1944 în orașul Timișoara. A studiat la Universitatea de Arte Plastice din Timișoara, pe care a absolvit-o în anul 1965. Gelu Mureșan a avut prima expoziție de grafică în anul 1965 la Timișoara și a debutat în animație în anul 1968 cu trei scurtmetraje experimentale.
Între anii 1969 și 1972 a realizat la studioul Animafilm din București trei filme de animație ca scenarist, regizor și animator: Primăvara, Gardul și Bagheta.
În anul 1970 filmul de animație Gardul a participat la Festivalul Internațional al Filmului de Animație - Mamaia 1970 - unde a făcut o impresie foarte bună iar în anul 1972 același film a fost premiat la Festivalul Internațional al Filmului de la Viena.
Între anii 1970 și 1974 a colaborat cu studioul de film Sahia Film din București.
Începând cu anul 1968 și până în anul 1990 a fost colaborator al Televiziunii Române unde a realizat programe de divertisment, scurtmetraje, spoturi publicitare pentru companii naționale precum CEC, ONT sau Centrocoop. În acest timp a colaborat cu mai multe departamente din cadrul TVR: Filme, Varietăți muzicale, Emisiunea în limba maghiară și Departamentul Cultural.

## Lucrări de artă

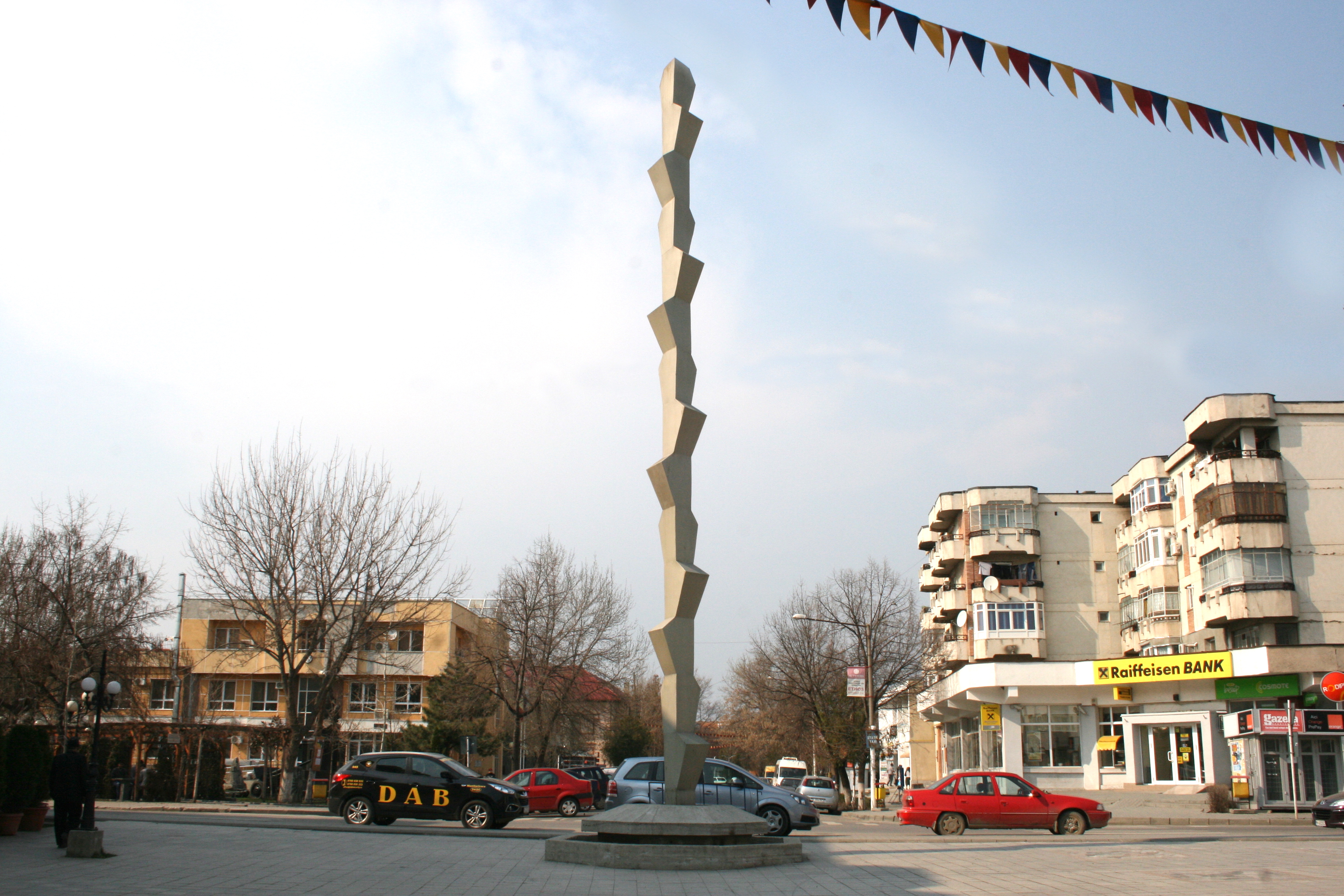
Sculptura "Trepte spre cer" realizată de Gelu Ion Mureșan în centrul orașului Mizil, Jud. Prahova, România.

Gelu Mureșan a realizat în orașul Mizil, județul Prahova, mai multe sculpturi de mari dimensiuni dintre care cea mai importantă este lucrarea Trepte spre cer.
Sculptura Trepte spre cer are o înălțime totală de 13,96 m, înălțimea tronsonului este de 0,94 m, înălțimea structurii metalice este de 13,16 m iar numărul de tronsoane este 14.
Artistul Gelu Mureșan a realizat pe lângă lucrări de artă plastică, picturi, sculpturi și o serie de gravuri cu tema Dracula semnate cu pseudonimul său de artist Gellu.

## Filmografie

### Regizor
- Gardul (1970)
- Bagheta (1972)

### Scenarist
- Gardul (1970)
- Bagheta (1972)

### Actor
- Să mori rănit din dragoste de viață (1984) - asistent al primarului